# Mixin
V objektově orientovaných programovacích jazycích je mixin třída, která obsahuje metody z několika dalších tříd. Implementace je závislá na konkrétním jazyku. Pokud mixin obsahuje všechny metody daných tříd, tak je ekvivalentní s vícenásobnou dědičností.
Mixiny podporují znovupoužitelnost kódu a nenesou problémy spjaté s vícenásobnou dědičností.
Můžeme na ně také nahlížet jako na rozhraní s implementovanými metodami.